# Nathalie Bates
Nathalie Bates (29 maart 1980) is een Australisch wielrenster. Bates reed op tienjarige leeftijd haar eerste wedstrijd.
Op de Commonwealth Games in 2006 won ze een gouden medaille bij de wegwedstrijd voor de vrouwen.
Nathalie Bates is de oudere zus van Katherine Bates, die ook wielrenner is.
- Australian Women's Register: AWE2654b